# Villarramiel
Villarramiel é um município da Espanha na província de Palência, comunidade autónoma de Castela e Leão, de área 30,26 km² com população de 1012 habitantes (2004) e densidade populacional de 33,44 hab/km².

## Demografia
| Variação demográfica do município entre 1991 e 2004 | Variação demográfica do município entre 1991 e 2004 | Variação demográfica do município entre 1991 e 2004 | Variação demográfica do município entre 1991 e 2004 |
| --------------------------------------------------- | --------------------------------------------------- | --------------------------------------------------- | --------------------------------------------------- |
| 1991                                                | 1996                                                | 2001                                                | 2004                                                |
| 1191                                                | 1122                                                | 1056                                                | 1012                                                |